# 60式自走81mm迫撃砲
60式自走81mm迫撃砲（ろくまるしきじそう81ミリはくげきほう）は、陸上自衛隊が運用していた60式装甲車をベースに開発された自走迫撃砲である。

## 概要
60式装甲車の試作型の一つであるSU-II型を改設計し、後部車体内に81mm迫撃砲を搭載したものである。製作は三菱重工業と小松製作所。同様に60式装甲車がベースとなっている60式自走107mm迫撃砲とは車体後部の形状が異なっていることと、車体前面左側に7.62mm機関銃のマウントがあることで識別できる。
通常の迫撃砲射撃時は車体後部上面および後部ドアを開き車上から射撃を行うが、必要に応じて迫撃砲本体を降ろして野外でも射撃できる。車外射撃用に通常の迫撃砲で用いる底板と二脚も用意されており、これらは普段は車体前面に積載されていた。
また、車体前面にある7.62mm機関銃マウントには、普段は機関銃本体は搭載されず、必要に応じて追加搭載する、とされていた。

## 開発

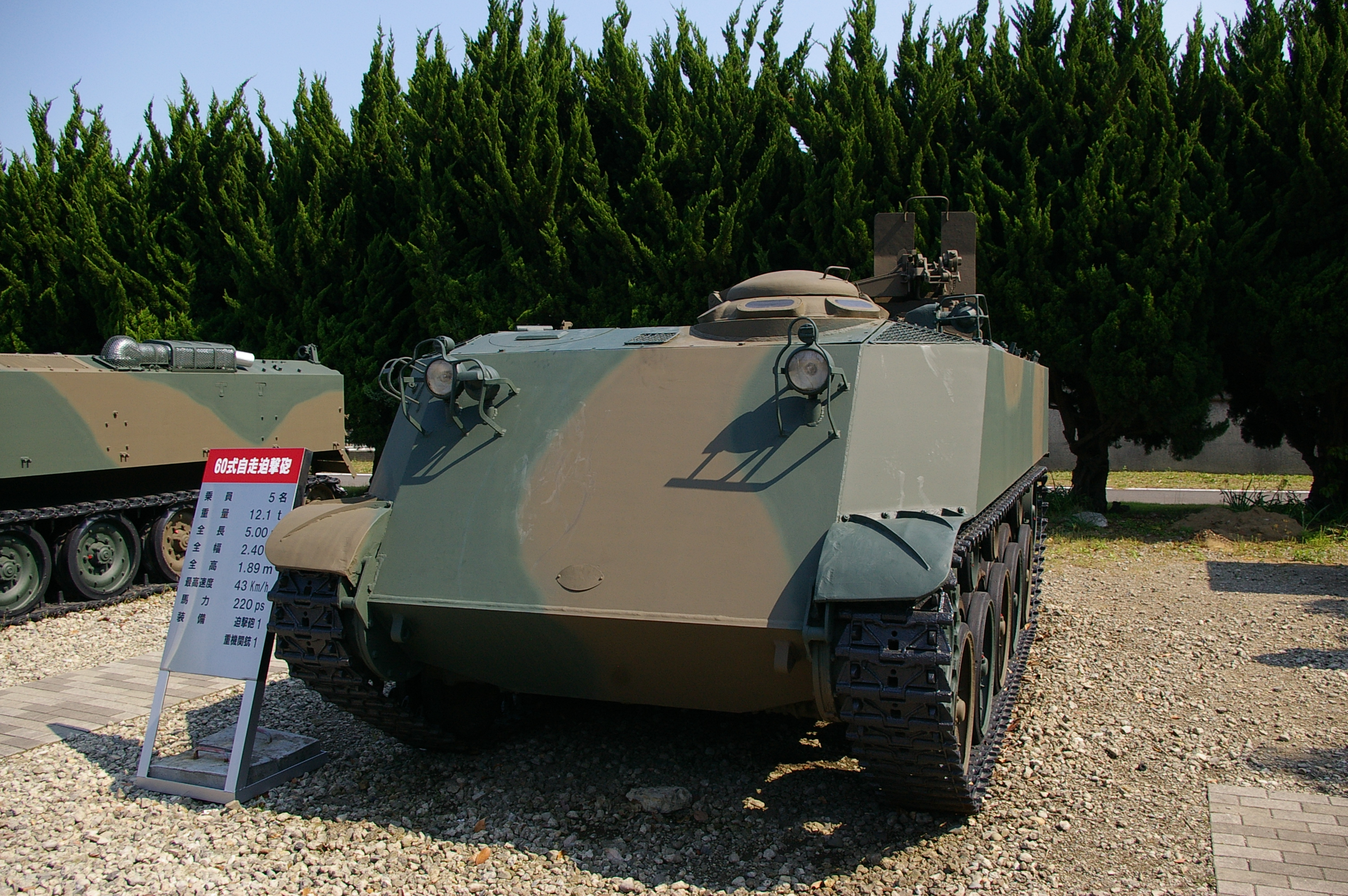
霞ヶ浦駐屯地に展示されている試作車両、SV（改）
量産型とは車体が異なる

「試製56式自走81mm迫撃砲（SV）」の仮名称で開発が進められ、1次試作車では60式装甲車の小松製試作型であるSU-Iの車体を流用し、車体前面の7.62mm機関銃マウントを撤去したものを用いており、迫撃砲の台座より支柱を車外に展開して安定性と射撃精度を増す機構が備えられていたが、2次試作車ではベースとなる車体は三菱製のSU-II型に変更され、支柱による安定機構は廃止されている。
安定機構は廃されたものの、重量のある装甲車の車体にマウントされているために通常の迫撃砲よりも射撃精度が高く、試験では高い射撃性能を示した。
乗員は、車長・操縦手・砲操作員3名の計5名で構成される。

## 配備・運用
陸上自衛隊の装備としてはいち早く火砲の機械化を行った先進的な装備であり、有用性の高い装備として陸自機甲部隊の一翼を担っていた。しかし、高価なために生産数は少なく、18両が北部方面隊麾下の延べ4個の普通科連隊に配備されたに留まった。
1990年代後半に入り、老朽化のために後継の96式自走120mm迫撃砲に更新、もしくは部隊の装備から外されて全車が退役した。

### 過去に装備していた部隊
- 第3普通科連隊　※1992年（平成4年）頃に81mm迫撃砲 L16導入に伴い廃止
- 第11普通科連隊
- 第23普通科連隊　※部隊廃止により装備車両は増勢された第11普通科連隊に管理換
- 第24普通科連隊　※西部方面隊に配置移動した際に装備車両は第3普通科連隊に管理換
- 第7偵察隊　※1992年（平成4年）頃に81mm迫撃砲 L16導入に伴い廃止